# Comic Con Experience
Comic Con Experience (noto anche come CCXP) è un festival di intrattenimento brasiliano con fumetti, serie televisive, film, videogiochi e letteratura.
La prima edizione si è svolta a dicembre 2014 a San Paolo ed è stata organizzata dal sito Omelete, dal negozio da collezione Piziitoys e dall'agenzia di artisti Chiaroscuro: in tale occasione, l'evento ha coinvolto circa 100.000 visitatori e 80 aziende e ha visto la partecipazione di vari ospiti, inclusi Jason Momoa di Il Trono di Spade e Sean Astin di The Goonies e Il Signore degli Anelli.

## Edizioni
| Date               | Location                                            | Visitatori                                                                         | Ospiti |
| ------------------ | --------------------------------------------------- | ---------------------------------------------------------------------------------- | --- |
| 4-7 dicembre 2014  | São Paulo Expo, San Paolo, Brasile                  | Circa 100.000                                                                      | Edgar Vivar, Jason Momoa, Mauricio de Sousa, Katie Cassidy, Lino Facioli, Brad Dourif, Fiona Dourif, Sean Astin, Scott Snyder, Joe Maddalena, Ariel Olivetti, Danilo Beyruth, Don Rosa, Fábio Moon, Gabriel Bá, Greg Tocchini, Gustavo Duarte, Ivan Reis, João Montanaro, José Luis García-López, Klaus Janson, Lu Cafaggi, Olivier Coipel, Rafael Albuquerque, Rafael Grampá, Scott Snyder, Sean Gordon Murphy, Vitor Cafaggi. |
| 3-6 dicembre 2015  | São Paulo Expo, San Paolo, Brasile                  | Circa 142.000                                                                      | Frank Miller, Krysten Ritter, Evangeline Lilly, Gerard Way, Alfonso Herrera, Misha Collins, Anna Popplewell, Aml Ameen, Jim Lee, John Rhys-Davies, Jamie Clayton, Mauricio de Sousa, Ivo Holanda, Steve Cardenas, David Finch, Meredith Finch, Ed Benes, Erica Awano, Esad Ribić, Felipe Massafera, Jae Lee, John Totleben, David Tennant, Dan DiDio, June Chung, Kevin Maguire, Mark Waid, Amy Chu, Mike Deodato, Mike McKone, Paulo Crumbim, Cristina Eiko, Pedro Cobiaco, Shiko, Affonso Solano, Chris Taylor, Emily Anderson, Lady Lemon, Hiro Kiyohara, Scott McCloud, Timothy Zahn, Érico Borgo, Marcelo Forlani. |
| 1-4 dicembre 2016  | São Paulo Expo, San Paolo, Brasile                  | 196.000                                                                            | Adam Nimoy, Evanna Lynch, David Zappone, Jim Michaels, Alan Davis, Vin Diesel, Arthur Adams, Kozo Morishita, Nina Dobrev, Bianca Pinheiro, Brian Azzarello, Mark Pellegrino, Cris Peter, Eduardo Risso, Frank Quitely, Gerardo Zaffino, Ian Livingstone, James Robinson, Joyce Chin, Julian Totino, Mahmud Asrar, Marcelo D'Salete, Marcello Quintanilha, Mark Farmer, Mateus Santolouco, Max Fiumara, Peter Kuper, Sebastián Fiumara, Tsutomu Nihei, Yanick Paquette, Paul Pope, Kay Pike, Yaya Han, Ruby Rose, Naomi Scott, Dacre Montgomery, Ludi Lin, RJ Cyler, Frank Miller, Natalie Dormer, Milla Jovovich, Paul W. S. Anderson, Neil Patrick Harris, Carlos Villagrán, Lauren Kate, Addison Timlin, David Ramsey, Katherine McNamara, Matthew Daddario, David Wenham, Dominic Sherwood, Emeurade Toubia, Alberto Rosende. |
| 13-16 aprile 2017  | Centro de Convenções de Pernambuco, Olinda, Brasile | Più di 54.000                                                                      | Miguel Ángel Silvestre, Brandon Flynn, Alisha Boe, Christian Navarro, Finn Jones, Tom Pelphrey, Rodolfo Valente, Vaneza Oliveira, Mauricio de Sousa, Mike Deodato, Ivan Reis, Fábio Moon, Gabriel Bá, Adriana Melo, Bianca Pinheiro, Rafael Albuquerque, José Luis García-López, Paul Pope, Bill Sienkiewicz, Jock, Glenn Fabry. |
| 7-10 dicembre 2017 | São Paulo Expo, San Paolo, Brasile                  | 227.451                                                                            | Will Smith, Alicia Vikander, Dylan O'Brien, Tye Sheridan, Simon Pegg, Joel Edgerton, David Ayer, Danai Gurira, Nikolaj Coster-Waldau, Alice Braga, Henry Zaga, Joel Kinnaman, Nick Jonas, Natalia Tena, Rebecca Mader, Austin St. John, Ariel Olivetti, Paul Azaceta, Arthur Adams, Joyce Chin, Carlos Ruas, Ben Templesmith, David Mack, Denys Cowan, Glenn Fabry, Humberto Ramos, Nicola Scott, Bernard Chang. |
| 6-9 dicembre 2018  | São Paulo Expo, San Paolo, Brasile                  | 262.000                                                                            | Tom Holland, Jacob Batalon, Brie Larson, Sophie Turner, Jessica Chastain, Sandra Bullock, Michael B. Jordan, Andy Serkis, Tom Welling, Sebastian Stan, Maisie Williams, John Bradley, Manu Bennett, Caleb McLaughlin, Noah Schnapp, Sadie Sink, Zachary Levi, Ricky Whittle, Simon Kinberg, Dean DeBlois, M. Night Shyamalan, Chris Columbus, John Romita Jr., Peter Milligan, Mike Deodato, Ivan Reis, Lee Weeks, David Michelinie, Scott Lobdell, John Cassaday, David Lloyd, Tom Grummett, Joe Rubinstein. |
| 27-30 giugno 2019  | Koelnmesse, Colonia, Germania                       | Più di 40.000                                                                      | Brian Azzarello, Ben Barnes, Nikolaj Coster-Waldau, Mike Deodato, David Finch, Meredith Finch, Zachary Levi, David Lloyd, Rebecca Mader, Chuck Palahniuk, Mark Pellegrino, Joe Prado, Ivan Reis, Benedict Wong, Martin Perscheid. |
| December 5–8, 2019 | São Paulo Expo, San Paolo, Brasile                  | 280.000                                                                            | Henry Cavill, Kevin Feige, Shawn Levy, Joe Kerry, J. J. Abrams, Daisy Ridley, John Boyega, Oscar Isaac, Kathleen Kennedy, Dafne Keen, Ruth Wilson, Ryan Reynolds, Michael Bay, Margot Robbie, Mary Elizabeth Winstead, Jurnee Smollett-Bell, Rosie Perez, Ella Jay Basco, Gal Gadot, Patty Jenkins, Antony Starr, Erin Moriarty, David Yost, Karen Fukuhara, Jonathan Del Arco, Isa Briones, Frankie Adams, Steven Strait, Santiago Cabrera, Michelle Hurd, Cas Anvar, Dominique Tipper, Lana Parrilla, Alba Flores, Rodrigo de la Serna, Pedro Alonso, Esther Acebo, Darko Peric, Garret Dillahunt, Lesley-Ann Brandt, Takashi Shimizu, Maurício de Souza, Vera Egito, Cao Hamburguer, Frank Miller, Rafael Grampá, Christie Golden, Neal Adams, Mike Deodato Jr, Danilo Beyruth, Joëlle Jones, Frank Quitely, Eduardo Risso, Adriana Melo, Al Stefano, Roger Cruz, Charlie Adlard, David Roman, Tim Bradstreet, Mike Mickone, Eduardo Risso, Érica Awano, Fefê Torquato, Julio Simamoto, Ju Loyola, Laerte, Mikel Janín, Robson Rocha, Stout Club, Shiko, Sam Hart, Samuka Marinho, Ryan Smallman, Leon Chiro, Kes Von Puch. |
| 25-28 giugno 2020  | Koelnmesse, Colonia, Germania                       | Cancellato in seguito alla pandemia di COVID-19.                                   | Cancellato in seguito alla pandemia di COVID-19. |
| 3-6 dicembre 2020  | São Paulo Expo, San Paolo, Brasile                  | Cancellato in seguito alla pandemia di COVID-19, convertito in un evento virtuale. | Cancellato in seguito alla pandemia di COVID-19, convertito in un evento virtuale. |
| 25-27 giugno 2021  | Koelnmesse, Colonia, Germania                       | Cancellato in seguito alla pandemia di COVID-19.                                   | Cancellato in seguito alla pandemia di COVID-19. |
| 4-5 dicembre 2021  | São Paulo Expo, San Paolo, Brasile                  | Cancellato in seguito alla pandemia di COVID-19, convertito in un evento virtuale. | Cancellato in seguito alla pandemia di COVID-19, convertito in un evento virtuale. |
| 10-12 giugno 2022  | Koelnmesse, Colonia, Germania                       | Cancellato in seguito alla pandemia di COVID-19.                                   | Cancellato in seguito alla pandemia di COVID-19. |
| 1-4 dicembre 2022  | São Paulo Expo, San Paolo, Brasile                  |                                                                                    | Keanu Reeves, Paul Rudd, Pedro Pascal, Kevin Feige, Zoë Saldaña, Chris Pine, Evangeline Lilly, Jonathan Majors, Chloe Grace Moretz, Hugh Grant, Gwendoline Christie, Fernando Meirelles, Bella Ramsey, Park Hee-Soon, Noah Centineo, Jenna Ortega, Justice Smith, John Francis Daley, Rege-Jean Page, Tenoch Huerta, Alexander Ludwig, John Rhys-Davies, Edgar Vivar, Katherine McNamara, Shelley Hennig, Colton Haynes, Gabriel Luna, Rodrigo Santoro, Merle Dandridge, Sara Zwangoban, Ismael Cruz Cordoba, Cynthia Addai-Robinson, Trystan Gravelle, Michael Kelly, Betty Gabriel, Lisa Joy, Donal Finn, Ceara Coveney, Kate Fleetwood, Vivienne Acheampong, Kirby Howell-Baptiste, Gaules, Sophia Brown, Laurence O'fuarain, Jonathan Goldstein, Peyton Reed, Neil Druckmann, Craig Mazin, Denise Ream, Jon Landau, Marcos Veras, Jeremy Latcham, Jottape, Bruna Mascarenhas, Christian Malheiros, Fabio Porchat, Antonio Tabet, Evelyn Castro, João Pimenta, Azaghal, Jovem Nerd, Lindsay Paulino, Marianna Armellini, Math Lemos, Vitão, Supercombo, Scatolove, Far From Alaska, Carol Biazin, Bigup, Alok, Bruno Martini, Fabio Moon, Gabriel Ba, Rafael Grampa, Mauricio De Sousa, Mark Waid, Jim Starlin, Jim Cheung, Tony Harris, Aimée De Jongh, Laerte Fabien Toulme, Marcello Quintanilha, Dan Mora, Ivan Reis, Julian Totino Tedesco. |